# Joachim al III-lea Frederic, Elector de Brandenburg
Joachim al III-lea Frederic (germană Joachim III. Friedrich), (n. 27 ianuarie 1546, Old Cölln⁠(d), Margrafiatul Brandenburg, Germania – d. 28 iulie 1608, Köpenick⁠(d), Margrafiatul Brandenburg, Germania) a fost membru al Casei de Hohenzollern și Prinț-elector de Brandenburg din 1598 până la moartea.

## Biografie
Joachim al III-lea Frederic s-a născut la Cölln ca fiu al lui Johann Georg, Elector de Brandenburg și a soției acestuia, Sophie de Legnica. A fost administrator al Arhiepiscopiei de Magdeburg din 1566 până în 1598, apoi l-a succedat pe tatăl său ca Elector de Brandenburg în 1598.
Joachim Frederic s-a căsătorit prima dată la 8 ianuarie 1570 cu Catherine de Brandenburg-Küstrin, fiica lui Johann, Margraf de Brandenburg-Küstrin și a Catherine de Brunswick-Wolfenbüttel. A doua oară s-a căsătorit a 23 octombrie 1603 cu Eleanor a Prusiei, fiica lui Albert Frederic și Marie Eleonore de Cleves. El a devenit regent al ducatului Prusia în 1605.
Joachim Frederic și Catherine de Brandenburg-Küstrin au avut următorii copii: 
- Johann Sigismund, Elector de Brandenburg (8 noiembrie 1572 – 23 decembrie 1619)
- Anne Catherine  (26 iunie 1575 – 29 martie 1612); s-a căsătorit cu regele Christian al IV-lea al Danemarcei
- o fiică [1576]
- Johann Georg, Duce de Jägerndorf (16 decembrie 1577 – 2 martie 1624); s-a căsătorit cu Eva Christina de Württemberg (1590 - 1657), fiica lui Frederic I, Duce de Württemberg și a Sibilei de Anhalt.
- August Frederic (16 februarie 1580 – 23 aprilie 1601)
- Albert Frederic (29 aprilie 1582 – 3 decemberie 1600)
- Joachim (13 aprilie 1583 – 10 iunie 1600)
- Ernest (13 aprilie 1583 – 18 septembrie 1613)
- Barbara Sophie (16 noiembrie 1584 – 13 februarie 1636); s-a căsătorit cu Johann Frederic, Duce de Württemberg
- o fiică [1585/6]
- Christian Wilhelm (28 august 1587 – 1 ianuarie 1665)

Joachim Frederick și Eleanor a Prusiei au avut un singur copil: 
- Marie Eleonore (22 martie 1607 – 18 februarie 1675); s-a căsătorit cu Louis Philip, Conte Palatin de Simmern-Kaiserslautern

Joachim Frederic a fost succedat la rândul său de fiul său Johann Sigismund.
Pein fiul său cel mare este strămoșul regelui Frederic cel Mare al Prusiei iar prin fiica sa Anne Catherine este strămoșul regelui Frederic al III-lea al Danemarcei.